# 調味
| ウィキペディアには「調味」という見出しの百科事典記事はありません（タイトルに「調味」を含むページの一覧/「調味」で始まるページの一覧）。 代わりにウィクショナリーのページ「調味」が役に立つかもしれません。 |